# Villa Balestra
Con il nome di Villa Balestra si indica oggi l'omonimo giardino pubblico comunale di Roma, situato sulla sommità di Monte San Valentino, collina tufacea che sovrasta viale Tiziano. Il giardino, che occupa l'estrema propaggine dei Monti Parioli, pertiene tuttavia al quartiere Pinciano, come la via Bartolomeo Ammannati da cui vi si accede.

## Storia della villa

### Villa Poggio
Il giardino pubblico odierno occupa soltanto una parte abbastanza esigua dei terreni originali della Villa Poggio, che ne costituisce il nucleo storico.
La costruzione della villa si deve al cardinale bolognese Giovanni Poggio (citato anche come "Poggi"), il quale, già tesoriere della Camera apostolica di Paolo III, fu da questi molto apprezzato e quindi inviato nunzio in Spagna per tre anni come "collettore degli spogli di tutte le Spagne" (una sorta di esattore generale dei cespiti dovuti al papa) e successivamente nunzio nella Germania da poco luterana. Dalle nunziature tornò ricco e decise di investire in immobili le risorse accumulate; a Roma si fece costruire Villa Poggio, che però non gli appartenne a lungo.
Tuttavia, ancora nel 1834, in un Dizionario enciclopedico delle scienze, lettere ed arti compilato da Antonio Bazzarini, la villa - ormai chiamata generalmente "Poggi" - viene designata come "la villa Poggi fuori di Porta del Popolo a Roma, dove ora si fermano i cardinali e gli ambasciatori quando fanno il loro pubblico ingresso a ricevere i complimenti della nobiltà.".

### Villa Balestra
Villa Poggi, dopo essere passata per diverse mani - i Colonna per esempio - venne acquistata nel 1880 dal Cavaliere Giuseppe Balestra, che ne ridestinò con successo la parte agricola a vigneto.

### La lottizzazione
La villa fu smembrata a partire dal 1910. Nel 1928, una parte del parco fu salvata aprendola al pubblico e nel 1939 il Comune di Roma riuscì a perfezionarne l'acquisizione. La parte rimasta in mano ai privati fu lottizzata ed edificata intorno al 1950.
Del parco originario - che comprendeva numerosi edifici, alcuni dei quali oggi scomparsi e altri divenuti unità smembrate e isolate - resta solo una porzione. Le principali fabbriche della originaria villa cinquecentesca sono oggi tutte ubicate fuori dal perimetro del giardino di Villa Balestra e sono tutte di proprietà privata:
- il casino nobile: vanta una loggia che il Vasari dice affrescata da Pellegrino Tibaldi.
- Villa Parodi Delfino: si presume che anticamente fosse una scuderia, poi antico tinello della villa; sorge in via Bartolomeo Ammannati, 21.
- Casa del Maresciallo: in via Bartolomeo Ammannati, angolo via dei Monti Parioli; negli anni cinquanta fu trasformata in un moderno villino.

## Il giardino pubblico di Villa Balestra

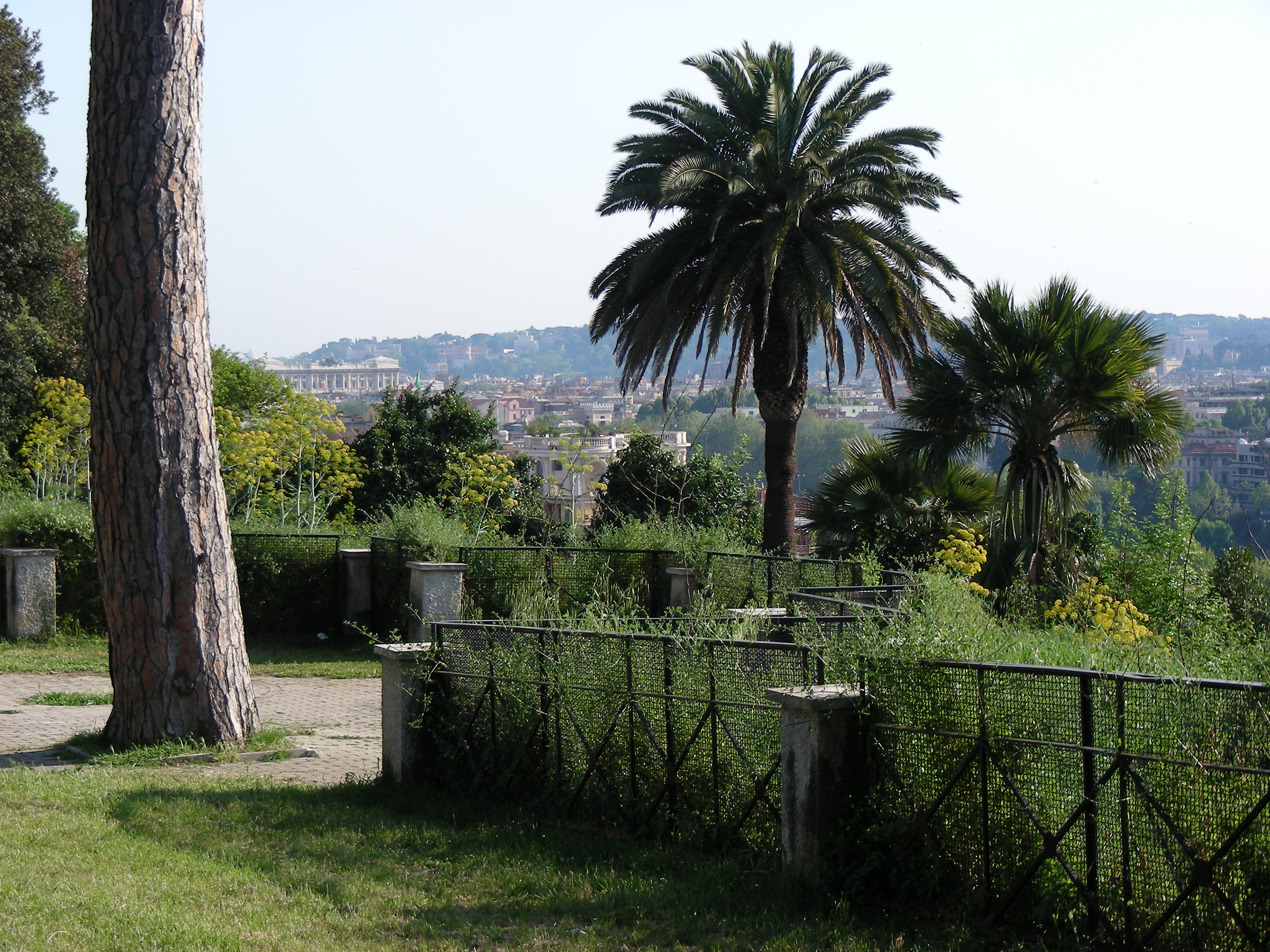
Roma dalla terrazza di Villa Balestra

L'attuale area dei giardini pubblici di proprietà del Comune di Roma copre una superficie di poco meno di 15.000 m², ha una forma ellittica ed è strutturata su due viali paralleli e tre grandi aiuole con alberature ad alto fusto. Rientrano nell'area del giardino pubblico anche una piccola zona digradante, una sorta di "boschetto" utilizzato come area per cani a sinistra del cancello principale e uno spazio che ospita un punto di ristoro attrezzato con attività ludiche per l'infanzia sul lato opposto. Lungo le pendici della collina, prospicienti viale Tiziano, si estende una vasta zona a verde caratterizzata da folta vegetazione e da grotte scavate nel tufo a mezza costa.
Il giardino ispirò, nel 1964, una canzone di Renato Rascel per la commedia musicale di Garinei e Giovannini Il giorno della tartaruga, che si chiamava appunto "L'orchestra di Villa Balestra".